# مبادئ الشرف (فلم)
مبادئ الشرف هو فيلم حركة وإثارة كتبه وأخرجه مايكل وينك. الفيلم من بطولة ستيفن سيجال وأصدر في 6 مايو 2016.

## القصة
العقيد روبرت سيكس هارب من الجيش، يصل إلى إحدى المدن ليبدأ بملاحقة تجار المخدرات وبائعي الاسلحة وسماسرة نوادي التعري ويبدأ بتصفيتهم ليحل الخوف في قلوبهم في هذه الأثناء تحاول الشرطة المحلية ايقاف هذا القاتل وتتجه اصابع الاتهام نحو عمدة المدينة المنشغل بحملته الانتخابية .

## الادوار
- ستيفن سيغال بدور العقيد روبرت سايكس
- كريغ شيفر بدور ويليام بورتر
- هيلينا ماتسون بدور كيرا جرين

## الإنتاج
الفيلم بدأ تصويره في مارس 2015 في يوتا بتكلفة 8 ملايين دولار

## وصلات خارجية
- مبادئ الشرف على موقع IMDb (الإنجليزية)
- مبادئ الشرف على موقع ميتاكريتيك (الإنجليزية)
- مبادئ الشرف على موقع روتن توميتوز (الإنجليزية)
- مبادئ الشرف على موقع ألو سيني (الفرنسية)
- مبادئ الشرف على موقع Turner Classic Movies (الإنجليزية)
- مبادئ الشرف على موقع أول موفي (الإنجليزية)
- مبادئ الشرف على موقع فيلمافينيتي (الإسبانية)
- مبادئ الشرف على موقع قاعدة بيانات الفيلم (الإنجليزية)
- مبادئ الشرف على موقع ليتربوكسد (الإنجليزية)
- مبادئ الشرف على موقع كينوبويسك (الروسية)